# Ascidia thompsoni
Ascidia thompsoni är en sjöpungsart som beskrevs av Kott 1952. Ascidia thompsoni ingår i släktet Ascidia och familjen Ascidiidae. Inga underarter finns listade i Catalogue of Life.